# Elezione papale del settembre 1276
Il conclave del settembre 1276 venne convocato a seguito della morte di papa Adriano V e si concluse con l'elevazione alla Cattedra di Pietro di papa Giovanni XXI, l'unico papa portoghese della storia.

## Antefatti
Il conclave di settembre 1276 fu la terza elezione papale dell'anno. Infatti:
- a gennaio era stato eletto Innocenzo V, che morì il 22 giugno;
- a luglio era stato eletto Adriano V, il cui pontificato durò solamente 39 giorni, espressione della volontà dei cardinali elettori di scegliere un pontefice di transizione in modo da prendere tempo e uscire dalla situazione di stallo verificatasi in quella circostanza.

I cardinali elettori dovettero pertanto tornare a Viterbo per riunirsi nel palazzo apostolico.
Per sfuggire alla canicola estiva romana e all'aria malsana della città, Adriano V, già infermo e malandato dall'elezione, si era rifugiato con la sua corte a Viterbo. Qui, nel mezzo dei negoziati con Carlo d'Angiò, morì repentinamente il 18 agosto di quell'anno, venendo poi sepolto nella Chiesa cittadina di San Francesco.
Anche il terzo conclave viterbese, svoltosi tra la fine di agosto e i primi di settembre 1276, ebbe luogo tra problemi di vario genere: anzitutto i cardinali non volevano essere "rinchiusi", visto che Adriano V aveva sospeso la costituzione apostolica Ubi Periculum relativa all'elezione papale dopo le angherie subite in Laterano da parte di Carlo d'Angiò; in realtà la decisione di Adriano era giunta in un concistoro segreto tenuto nella camera da letto del papa appena eletto e non era mai stata formalizzata con un documento ufficiale, vista anche la precoce scomparsa del pontefice: il popolo viterbese dunque non ne voleva sapere e pretendeva che il conclave iniziasse quanto prima.
A questi malumori popolari non era probabilmente estraneo lo stesso Carlo d'Angiò, che, dal canto suo, si era portato con tutta la corte nella cittadina di Vetralla, a soli dieci chilometri da Viterbo, con l'evidente intento di tenere sotto pressione il Sacro Collegio. Vi erano infine le pressioni da parte del re di Francia Filippo III, il quale era intenzionato a riportare la Santa Sede dalla sua parte. I cardinali furono così "costretti" a riunirsi in conclave.

## Svolgimento
Il conclave, iniziato il 3 settembre 1276, durò dodici giorni. Tuttavia i cardinali erano riuniti fin dal 28-29 agosto, ma alcune violente sommosse popolari, legate alla controversia sulla sospensione della Ubi Periculum, fecero slittare l'inizio delle votazioni di parecchi giorni. Pertanto si giunse al 5 settembre quando ebbero finalmente inizio gli scrutini. Secondo alcuni storici, sarebbe stato eletto papa già il pomeriggio del 5 settembre il cardinale piacentino Vicedomino Vicedomini, un umile e modesto francescano. Egli però, ritenendosi indegno della nomina, avrebbe chiesto una pausa di riflessione preannunciando che, in caso di accettazione, si sarebbe chiamato Gregorio XI, ma sarebbe poi morto nella notte tra il 5 e il 6 settembre, prima ancora di accettare, senza che l'elezione potesse essere proclamata, tanto che non vi è alcuna notizia ufficiale di questo papa effimero. Si tratta pertanto di un'invenzione agiografica, dal momento che gli elenchi ufficiali dei pontefici non ne fanno la minima menzione, così come il neoleletto Giovanni XXI si riferirà ad Adriano V come il suo immediato predecessore.
Tralasciato questo aneddoto, i cardinali elettori ripresero il conclave senza indugio, arrivando ben presto (sembra con l'intervento dell'influente cardinale Giangaetano Orsini) ad eleggere il portoghese Pedro Julião, che scelse di chiamarsi Giovanni XXI. L'elezione sarebbe avvenuta (gli storici non sono concordi su questa data) tra l'8 ed il 15 settembre 1276, mentre è certa la data dell'incoronazione, che avvenne nella Cattedrale di San Lorenzo di Viterbo il 20 settembre 1276, proprio ad opera del cardinale protodiacono Giangaetano Orsini.

## Lista dei partecipanti

### Presenti in conclave[4]
| Nome                             | Paese                 | Titolo | Ruolo                                                                                            | Nascita  | Concistoro |
| -------------------------------- | --------------------- | --- | ------------------------------------------------------------------------------------------------ | -------- | ---------- |
| Vicedomino Vicedomini, O.F.M.    | Piacenza              | Cardinale vescovo di Palestrina e di San Marcello in commendam                                              | Decano del Sacro Collegio; Arcivescovo emerito di Aix; nipote di Gregorio X                      | 1210 ca. | 03/06/1273 |
| Pedro Julião Rebolo, O. Cist.    | Regno del Portogallo  | Cardinale vescovo di Frascati; eletto papa                                                                  | Archiatra pontificio; Arcivescovo emerito di Braga                                               | 1215 ca. | 03/06/1273 |
| Simone Paltanieri                | Padova                | Cardinale presbitero di San Silvestro e Martino ai Monti                                                    | Legato pontificio in Toscana, Umbria, Lombardia                                                  | 1200 ca. | 17/12/1261 |
| Bertrand de Saint-Martin, O.S.B. | Regno di Francia      | Cardinale vescovo di Sabina-Poggio Mirteto                                                                  | Arcivescovo emerito di Arles; Legato pontificio in Lombardia                                     | 1220 ca. | 03/06/1273 |
| Riccardo Annibaldi               | Stato Pontificio      | Cardinale diacono di Sant'Angelo in Pescheria                                                               | Cardinale protodiacono; Arciprete della Basilica Vaticana                                        | 1205 ca. | 09/1237    |
| Ottaviano degli Ubaldini         | Repubblica di Firenze | Cardinale diacono di Santa Maria in Via Lata                                                                | Amministratore apostolico emerito di Bologna                                                     | 1214     | 28/05/1244 |
| Giovanni Gaetano Orsini          | Stato Pontificio      | Cardinale diacono di San Nicola in Carcere                                                                  | Inquisitore Generale; Legato pontificio emerito; eletto papa con il nome di Niccolò III nel 1277 | 1216     | 28/05/1244 |
| Guillaume de Bray                | Regno di Francia      | Cardinale presbitero di San Marco                                                                           | Camerlengo di Santa Romana Chiesa; Arcidiacono del Capitolo della Cattedrale di Reims            | 1200 ca. | 22/05/1262 |
| Giacomo Savelli                  | Stato Pontificio      | Cardinale diacono di Santa Maria in Cosmedin                                                                | Legato pontificio in Sicilia; eletto papa nel 1285 con il nome di Onorio IV                      | 1210     | 17/12/1261 |
| Anchero di Troyes                | Regno di Francia      | Cardinale presbitero di Santa Prassede                                                                      | Arcidiacono del capitolo cattedrale di Parigi; Nipote di Urbano IV                               | 1210 ca. | 22/05/1262 |
| Goffredo da Alatri               | Stato Pontificio      | Cardinale diacono di San Giorgio in Velabro                                                                 | Rettore della Chiesa di Santo Stefano di Alatri                                                  | 1205 ca. | 17/12/1261 |
| Matteo Rubeo Orsini              | Stato Pontificio      | Cardinale diacono di Santa Maria in Portico Octaviae e presbitero in commendam di Santa Maria in Trastevere | Governatore delle Province del Patrimonio di San Pietro e delle Marche                           | 1230 ca. | 22/05/1262 |

### Assenti in conclave[5]
| Nome           | Paese            | Titolo                                | Ruolo                                                                        | Nascita | Concistoro |
| -------------- | ---------------- | ------------------------------------- | ---------------------------------------------------------------------------- | ------- | ---------- |
| Simon de Brion | Regno di Francia | Cardinale presbitero di Santa Cecilia | Legato pontificio in Francia; eletto papa con il nome di Martino IV nel 1281 | 1210    | 17/12/1261 |